# Doug Collins (politiker)
Douglas Allen "Doug" Collins, född 16 augusti 1966 i Gainesville i Georgia, är en amerikansk politiker (republikan). Han var ledamot av USA:s representanthus 2013–2021.
Collins avlade 1988 kandidatexamen vid North Georgia College, 1996 masterexamen i teologi vid New Orleans Baptist Theological Seminary och 2008 juristexamen vid John Marshall Law School i Atlanta.